# Голема Раковица
Голема Раковица е село в Западна България. То се намира в Община Горна Малина, Софийска област. Селото е в Ихтиманска Средна гора.

## География
Село Голема Раковица се намира в планински район, на 44 км източно от София, на 693 м надморска височина, в подножието на Западното Средногорие и Софийското поле. Разположено е главно около сливането на двете реки Равна и Лопушна, които образуват река Лесновска.
Къщите са разположени около двете реки, но има и много къщи, разположени амфитеатрално по околните височини, което придава на селото много живописен вид. В западния край на Голема Раковица започва горната част на язовир Огняново. Старият път, водещ към селото, е залят от язовира, а новият минава през околните височини, откъдето се разкриват великолепни гледки към високи и причудливи червени канари.
Един черковен списък, отпечатан в Годишника на Народната библиотека в София за 1926 – 1928 година показва какъв е бил броят на българските къщи по турско време, през 1866 година, в селищата на Софийската кааза. Данните са: Голема Раковица 180 къщи, Байлово 30, Ботунец 46, Долни Богров 50, Бухово 60, Столник 30, Григорево 40, Елешница 60, Горни Богров 80, Челопечене 71, Каменица 50, Макоцево 30, Новоселци (дн. Елин Пелин) 125, Яна 50, Кремиковци 120 и др. Както се вижда, Голема Раковица е била най-голямото селище в този район. Самата София по това време е имала 5000 къщи и е наброявала около 23 000 жители. Тези данни показват тежестта на Голема Раковица като населено място в района, като това съотношение се е запазило до 50-те години на 20 век. Единствено Новоселци в началото на века става по-многоброен, тъй като след Освобождението е определен за околийски център. След Първата световна война Голема Раковица е имала 2200 жители, но след петдесетте години населението ѝ започва да намалява поради отлив на младото население към София и Елин Пелин, за да се стигне при преброяването през 2004 година в началото на 21 век до 393 жители.

## История
Историята на селото е богата със събития и имена. Два пъти е било опожарявано от турците – последния път след Априлското въстание. Поради местонахождението си и големината си не е било подминавано от организаторите на революционното движение в България – няколко пъти е посещавано от самия Васил Левски, от Димитър Общи, Георги Бенковски и други, а раковчанинът Гатьо Стоянов Шишков е бил сред сподвижниците на Дякона и председател на Раковишкия революционен комитет, създаден през януари 1876 г., преди Априлското въстание. Присъствал е на събранието на IV Панагюрски революционен окръг в местността „Оборище“ 14-16 април 1876 г. След Освобождението е бил народен представител във Великото народно събрание в Търново, бил е специално поканен от Комисията по откриването на паметника на Васил Левски в София, станало на 22 октомври 1895 г.
При избухването на Балканската война в 1912 година един жител на Голема Раковица е доброволец в Македоно-одринското опълчение.

## Религии
Населението изповядва източноправославна религия. В селото има църква „Свети Николай Мирликийски“, която е построена през 1857 година. Църквата е разположена в непосредствена близост до сградата на селското училище. От височината, на която са построени, се разкрива чудесна гледка към голяма част от селото и негово землище.
Част от религиозните обреди на жителите на Голема Раковица се провеждат в храма „Св. Петка“, който е изграден в едноименната местност благодарение на доброволен труд и дарения. Също така хората посещават и църквицата на Спасова могила – стара постройка, която пази в себе си духа на старите семейни традиции на селото.

## Обществени институции
- През 1923 – 1924 година е построена двуетажната сграда на училището, което се използва до 1994 г. Със Заповед № РД-14-11 от 4 април 1995 г., издадена от Министерство на образованието, науката и технологиите, обн. ДВ, бр.36 от 18 април 1995 г., ОУ „Св. св. Кирил и Методий“ – с. Голяма Раковица, община Елин Пелин, Софийски регион се закрива.

## Културни и природни забележителности
- Землището на селото се намира в Смолския карстов район, където има няколко малки карстови пещери, една от които в района на Голяма Раковица.

В двора на църквата „Свети Николай“, която е паметник на културата се намира музей „Килийно училище“. Сградата е построена около 1857 г. През 2005 година „Килийното училище“ е реставрирано от доброволния труд на раковчани. Днес то се посещава от ученици от района.

## Редовни събития
- Всяка година около 2 май в Голема Раковица се провежда събор, посветен на годишнината от избухването на Априлското въстание. На тази дата селото е опожарено от башибозук. На събора освен вечерен концерт на открито има заря-проверка, на която се споменават имената на жертвите от Голема Раковица през въстанието и войните. На Спасов ден хората от селото се събират на Спасова могила (място на действието в разказа на Елин Пелин „Спасова могила“). Там се прави и курбан за здраве. От 20 години в селото не е извършвано богослужение на Великден, но през 2007 г. бе отслужено, като присъстваха и много млади хора.

## Личности
- Гатьо Стоянов (1836 – 1905), български революционер, народен представител
- Георги Ценков (1923 – ?), български металург, герой на социалистическия труд;
- Пено Стоюв Ушколов (ок. 1790 – 1870). Търговец на добитък. Ктитор на църквата „Св. Николай Мирликийски“ в село Голема Раковица;
- Георги Стоянов Михайлов – Ушколов (1889 – 1916 г.) – поручик в 30 пехотен Шейновски полк. Убит в сражението за връх Горна Нидже, Битолско.
- Асен Гатев Стоянов Шишков – заболява на фронта и умира през 1918 г. В Художествената академия има поставена паметна плоча на него и художниците, загинали през войните.
- Стоил Драганов Попов, роден 1891 г. в Голема Раковица. Ръководител на отделение „А“ в отдел „Политическа полиция“. През Първата световна война е запасен поручик от артилерията. Награждаван е с два ордена „За Храброст“ IV степен първи и втори клас и орден „За военна заслуга“.
- Игнат Славев Кацарски, загинал  на 19 октомври при гръцкото нашествие през 1925 година на българската граница. Има издигнат паметник "Загинали за родината" през 1937 година в град Петрич на площад "Македония", създаден от професор Иван Лазаров и там е изписано и неговото име. Посмъртно е награден с орден "За храброст".

## Други
През 2005 селото е заливано многократно от реките, което създава много неудобства за хората.